# Вишняков, Александр Григорьевич
Алекса́ндр Григо́рьевич Вишняко́в (1836—1912) — русский публицист, историк и государственный деятель. Сенатор, тайный советник.

## Биография
Родился 28 августа (9 сентября) 1836 года в семье диакона села Заозерье Новое (Богородское, Русино тож) Ковровского уезда. Был определён во Владимирское духовное училище, где и получил фамилию Вишняков. Затем поступил во Владимирскую духовную семинарию, которую окончил в 1857 году и был направлен на обучение в Санкт-Петербургскую духовную академию, где учился у известного расколоведа И. Ф. Нильского.
После окончании академии в 1861 году со степенью магистра, 10 января 1862 года поступил на службу в министерство внутренних дел: сначала по департаменту общих дел, для занятий по русскому расколу, но в том же году перешёл в хозяйственный департамент, в котором были сосредоточены городские и (впоследствии) земские дела. Там последовательно занимал должности помощника столоначальника, столоначальника, начальника отдела, вице-директора и директора (1880—1891).
Был произведён в чин действительного статского советника 1 января 1875 года, тайного советника — 6 января 1883 года.
Начало его службы совпало с открытием обширных работ по преобразованию городского управления в Российской империи, когда в ряде городов были образованы особые комиссии из городских обывателей для сбора сведений и предложений. В течение осени 1862 и зимы 1863 года А. Г. Вишняков сгруппировал труды этих комиссий в систематический свод для внесения в Государственный Совет. С 1868 года участвовал в комиссии князя С. Н. Урусова, дорабатывавшей проект реформы, которая была введена в действие в 1870 году. Затем Вишняков занимался внедрением нового Городового положения, а через два десятка лет — составлением нового, утверждённого в 1892 году уже Александром III. Кроме того, с его участием были переработаны положение о земских учреждениях, строительный, питейный и железнодорожный уставы, положение о городских общественных банках и другие законодательные акты. 
Главным трудом А. Г. Вишнякова как историка стала публикация архивов Хозяйственного департамента Министерства внутренних дел, содержащих дела, касавшиеся истории старообрядческого раскола. Многие из этих документов были до того совершенно недоступны для учёных. Вишняков издал несколько книг, редактировал три тома «Описания документов и дел Синода».
Важной частью творческого наследия А. Г. Вишнякова были многочисленные статьи, опубликованные под псевдонимом А. Вескинский в различных изданиях («Православное Обозрение», «Дух христианина», «Книжный вестник»), посвящённые исследованию истории церковного раскола и тесно связанных с ним сектантских движений начиная со второй половины XIX века. В 1864 году Вишняков издал свой труд «Странники или бегуны (Очерк из новейшей истории раскола)».
В 1891 году, 20 ноября, А. Г. Вишняков был назначен сенатором; в 1906 году возглавил Судебный департамент Сената.
Умер 1 (14) декабря 1912 года в Санкт-Петербурге. Погребён на Смоленском православном кладбище, там же через год похоронили и супругу сенатора, Софию Васильевну Вишнякову (14.09.1839 — 16.12.1913 по ст. ст.).

## Награды
Был награждён высшими орденами Российской империи:
- орден Св. Станислава 1-й ст. (1877)
- орден Св. Анны 1-й ст. (1879)
- орден Св. Владимира 2-й ст. (1881)
- Орден Белого орла (1886)
- Орден Святого Александра Невского (до 1897[9]; алмазные знаки к имеющемуся ордену в 1908)[10]
- Почётный гражданин г. Павловска (Воронежской губернии)